# John Carlin
John Carlin (Londra, 12 maggio 1956) è un giornalista e scrittore britannico.

## Biografia
Ha collaborato a testate giornalistiche come The New York Times, The Independent, Spin, Wired e The Observer.
Dal 1989 al 1995 è stato corrispondente in Sudafrica per il The Independent.  Ha scritto fino al ottobre 2017 per il giornale El País dal quale è stato licenziato a causa di un articolo sulla Catalogna.
Ha scritto il romanzo Ama il tuo nemico (Playing the Enemy: Nelson Mandela and the Game that Made a Nation), da cui è stato tratto il film di Clint Eastwood Invictus. Ha collaborato per circa un anno con il tennista spagnolo Rafael Nadal, la cui biografia dal titolo RAFA è uscita nell'agosto 2011.

## Filmografia
- War on Peace (Documentario, BBC) (1993) (Sceneggiatore/Intervistatore)
- The Long Walk of Nelson Mandela (Documentario) PBS Frontline (1999) (Sceneggiatore/Cast)
- Die Hard - Vivere o morire  (2007) (Sceneggiatura/Articolo)
- Invictus - L'invincibile (2009) (Libro)
- The 16th Man (Documentario, ESPN) (2010) (Sceneggiatore/Produttore)